# João Magueijo
João Magueijo, né à Évora au Portugal le 18 septembre 1967, est un cosmologiste portugais. Il est professeur de physique théorique à l'Imperial College de Londres au Royaume-Uni. Il est un pionnier de la théorie VSL (en anglais : varying speed of light theory).

## Carrière
Magueijo étudia la physique à l'Université de Lisbonne. En 1996, il reçut une bourse de la Royal Society, et put choisir librement ses sujets de recherche. Il développa une théorie d'une vitesse de lumière variable à l'Imperial College de Londres au sein duquel il enseigne actuellement la théorie de la relativité générale. Il obtint son doctorat de physique théorique à l'Université de Cambridge.
Il est l'auteur d'un livre controversé, Plus vite que la lumière, avec lequel il propose de modifier la théorie de la relativité d'Einstein. Dans ce livre, João Magueijo fait le récit de la naissance et de l'accueil d'une théorie qu'il a élaborée, dans laquelle il émet l'hypothèse que la vitesse de la lumière avait une valeur beaucoup plus grande que celle qu'on lui attribue aujourd'hui.
En 1998, Magueijo fit équipe avec Andreas Albrecht pour travailler sur la théorie cosmologique VSL, en proposant l'hypothèse que la vitesse de la lumière était beaucoup plus élevée aux premiers temps de l'Univers, environ 1060 plus rapide que sa valeur actuelle. Cela expliquerait le problème de l'horizon (depuis des régions distantes de l'univers en expansion qui auraient eu le temps d'interagir et d'homogénéiser leurs propriétés), et c'est présenté comme une alternative d'une théorie plus conventionnelle de l'inflation cosmique.
Magueijo discute de ses luttes personnelles en poursuivant la théorie VSL dans son livre de 2003, Faster Than The Speed of Light, The Story of a Scientific Speculation. Il est aussi l'hôte de la chaîne scientifique spéciale, Le Big Bang de João Magueijo (titre original : João Magueijo's Big Bang), qui fut diffusée la première fois le 13 mai 2008.
En 2009, il publie le livre Une obscurité brillante (titre original : A Brilliant Darkness), un compte-rendu de la vie et de la science du physicien disparu Ettore Majorana.
Magueijo publia, seul ou avec Lee Smolin, des travaux sur Arxiv,.

## L'axe du Mal
L'axe du Mal (en anglais : Axis of Evil) est devenu un terme associé à João Magueijo. Le professeur Speransky, de la Lomonosov State University (Université d'État de Moscou), à Moscou, a déclaré : « C'est lui qui, le premier, a découvert que les zones "froides" et "chaudes" de la métagalaxie (protogalaxie ?) arrivèrent à être formées dans le ciel d'une manière quelque peu organisée. Une simulation sur ordinateur a prouvé que la répartition des fluctuations ne peuvent se produire que dans le cas d'un univers de taille beaucoup plus petite. »